# Walaka hurrikán (2018)
A Walaka hurrikán (/wa:la-ka/(ua-la-ka) jelentése: "egy hadsereg uralkodója/vezetője") egyike a legintenzívebb Csendes-óceáni hurrikánoknak. Légnyomását tekintve a második legintenzívebb Közép-pacifikus hurrikán a Gilma hurrikán mellett, aminek erősségét csak az Ioke hurrikán (2006) haladta meg. Walaka a huszonkettedik trópusi depresszió , tizenkilencedik nevet kapott vihar, tizenkettedik hurrikán, nyolcadik jelentős ("major") hurrikán, második 5-ös kategóriájú hurrikán, és a legerősebb ciklon a 2018-as csendes-óceáni hurrikánszezonban. Bár az ábécében még csak az S betűnél jártak (Sergio hurrikán), ez a hurrikán nem az azután következő T (Tara) nevet kapta, mivel a Csendes-óceán középső részén alakult ki, ezért speciális nevet kapott. Azon nevek közül pedig a Walaka volt soron. A Walaka egyébként több mint 1000 kilométerre alakult ki a Hawaii-szigetektől szeptember végén, és körülbelül hétszer ennyi kilométerre északkeletre a szigetektől foszlott szét. Walaka több, mint másfél hétig (11 nap) volt aktív.

## Meteorológiai lefolyás

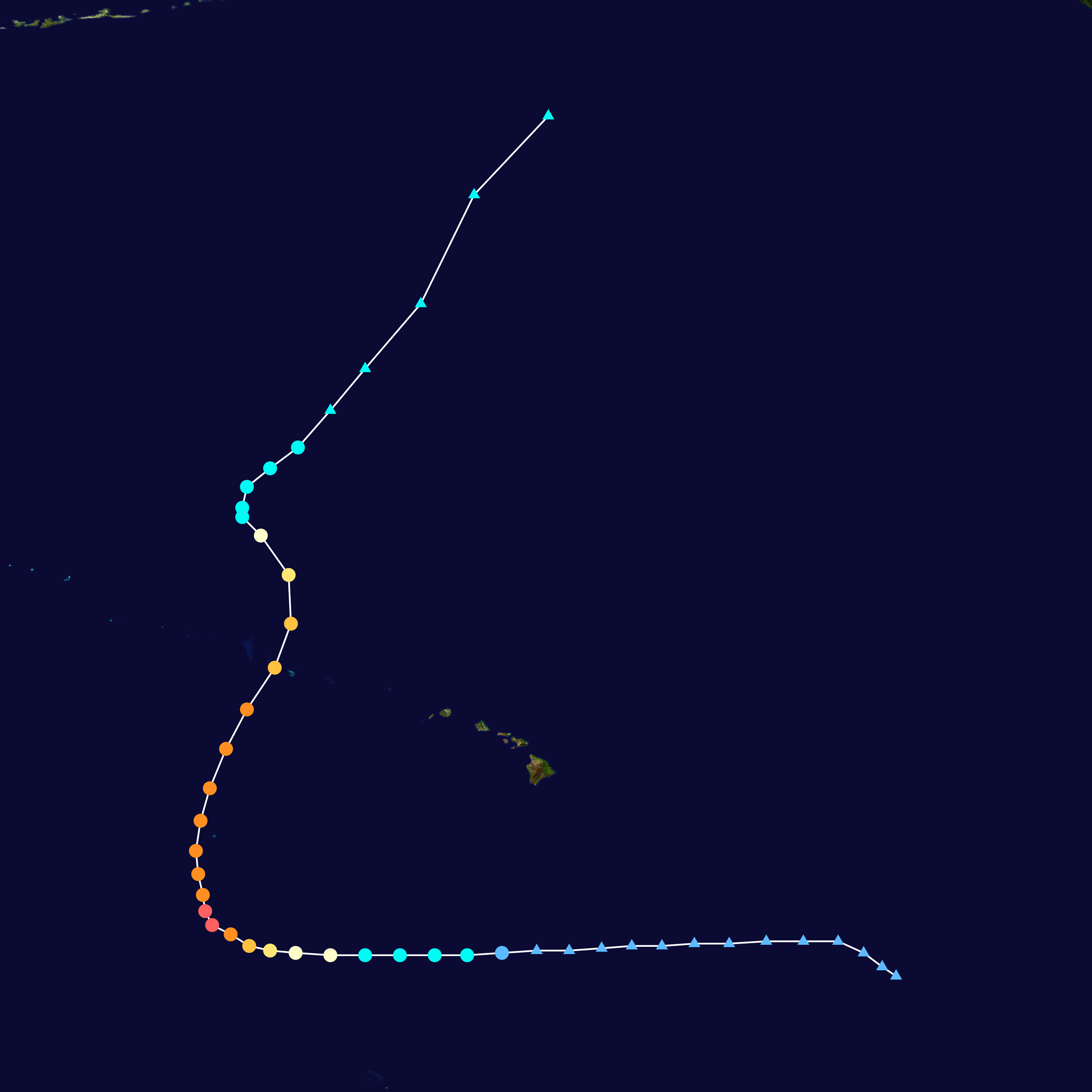
Walaka pályája.

A Walaka egy viszonylag alacsony nyomású légköri képződményből származott, amelyet a Nemzeti Hurrikánközpont (NHC) először szeptember 22-én észlelt. Az NHC előrejelzése szerint nagy kiterjedésű alacsony nyomású terület alakulhat ki néhány napon belül a Csendes-óceán északkeleti részének nyugati részén. Szeptember 25-én a korai órákban alacsony légnyomású, párás és zivatarokkal tarkított terület alakult ki körülbelül 1600 mérföldre (2575 km) délkeletre Hilo-tól, (Hawaii). Az NHC kb. Egy napig folytatta az alacsony nyomású "zavarok" figyelését, amíg szeptember 26-án,  12:00 UTC-kor a Közép-csendes-óceáni hurrikánközpont (CPHC) felelősségi körébe került. A CPHC még néhány napig trópusi depresszióként figyelte a vihart, amíg a rendszer szeptember 29-én, 21:00 UTC-kor szerveződésének köszönhetően trópusi viharrá fejlődött, és megkapta a "Walaka" nevet.
A következő tizenkét órában a rendszer csekély mértékben változtatott az intenzitásban, mielőtt gyorsan erős trópusi vihará fejlődött volna, melynek belsejében erős,sűrű felhőzet jött létre.  A következő tizenkét óra alatt Walaka fokozatosan megerősödött, október 1-jén 03:00 UTC-kor hurrikáná vált. Ekkorra kicsi, jól fejlett szem alakult ki, majd Walaka reggel 7-re elérte a jelentősebb ("major") hurrikán státuszt, 190 km/h-s átlagszéllel és ennél nagyobb maximum széllökésekkel. A hurrikán fokozatosan erősödött, és október 2-án, 00:00 UTC-kor érte el a csúcspontját, amikor a vihar 5. kategóriába eső hurrikánként tetőzött, egyperces állandó átlagszélsebessége elérte a 260 km/h-t (160 mph), az abszolut lökések pedig a 320-at. A központi nyomás 920 mbar (27,17 inHg) volt.  Ezzel Walaka a második legintenzívebb hurrikánná vált a Csendes-óceán középső részén (a 2006-os Ioke hurrikán mögött), és az ugyanebben az évben rögzített második 5-ös kategóriába tartozó hurrikán - a Lane volt a másik ilyen erős vihar. A Walaka-val nem összefüggésben, a Kong-Rey ugyanebben az időben 5-ös kategóriájú  szuper taifunná, illetve fejlődött és fokozódott intenzitása a Csendes-óceánon. 2005 óta először volt ilyen, amikor két 5-ös kategóriájú trópusi ciklon egyidejűleg létezett az északi féltekén.
Nem sokkal később Walaka szemcserélődési-folyamaton ment keresztül, amely mint mindig,gyengülést okozott, és a szem kevésbé volt fejlett már. A következő nap Walaka erőteljes, 4-es kategóriájú hurrikán maradt, miközben észak felé fordult, az északkeleti irányába mutató magas nyomású szélgerinc miatt. Mivel azonban a hurrikán október 4-én kedvezőtlenebb környezetbe került, Walaka újra vesztett intenzitásából. Walaka nem sokkal ezután csapott le az Északnyugati Hawaii-szigetekre, és közvetlen csapást mért a Francia Fregatt-atollhoz tartozó Keleti-szigetre, esőt, viharos szelet és áradást zúdítva a kis szigetre, ezzel eltörölve a föld színéről. Walaka 215 km/h-val fújó átlagszéllel, és 255 km/h-s abszoltlökésekkel söpört végig a kis zátonyokon,atollokon és szigetcsoportokon, veszélyeztetve az élővilágot és korallokat is. Ez elég volt ahhoz, hogy még mindig 4-es kategóriájú monstrumként érjen partot. Ugyanazon a napon később Walaka a jelentős ("major") hurrikán státus alá esett, amint észak felé haladt, miután elhagyta Hawaii északnyugati szigeteit. Ebben az időben megfigyelték, hogy Walaka alacsony szintű keringetési központja a délnyugati negyedben ki volt téve az erős szélnyírás miatt.  A gyengülés másnap felgyorsult, mivel szinte minden konvekció, és kedvező feltétel megszűnt az erősödés számára, így már csak 1-es erősségű lett. Walaka végül október 4-én trópusi vihargá gyengült, tovább haladva északnak. Másnap 09:00 UTC-kor megfigyelték, hogy Walaka egy mély délnyugati áramlás hatására észak irányba menve extratrópusi ciklonná kezd átalakulni. Október 6-án, UTC szerint 15:00 órakor Walaka egy poszt-trópusi ciklonba került át 990 km távolságban észak-északnyugatra Honolulutól, Hawaii. Október 9-én Walaka északkelet felé fordult, és kezdett szétbomlani. Ezen a napon fel is oszlott, egyik darabja elérte Alaszka szigeteinek déli részét, a másik Kanadát érte el,frontális rendszerként. Brit Kolumbia tartományban okozott esőt, ködöt, helyenként viharos szelet illetve mérsékelt havazást.

## Különleges elnevezése
A Walaka a Csendes-óceán középső részén keletkezett, Hawaii felségvizei környezetében, ezért nem a Kelet-Csendes-óceáni szezon következő nevét (Tara) kapta, hanem az itt használatos, Hawaii által létrehozott listából kapott nevet, ahol éppen a Walaka volt soron. Jelentése: Egy hadsereg uralkodója/vezére,parancsnoka.
Hawaiion 4 névlista forog az itt keletkező hurrikánok számára.
A legutóbbi lista:
- Ana
- Ela
- Halola
- Iune
- Kilo
- Loke
- Malia
- Niala
- Oho
- Pali
- Ulike
- Walaka

Az egyes szezonok vége után nem kezdik elölről a listát, hanem a következő szezonban ott folytatódik, ahol abbamaradt, ha keletkezik új vihar a zónában.

## Károk, áldozatok, hatások

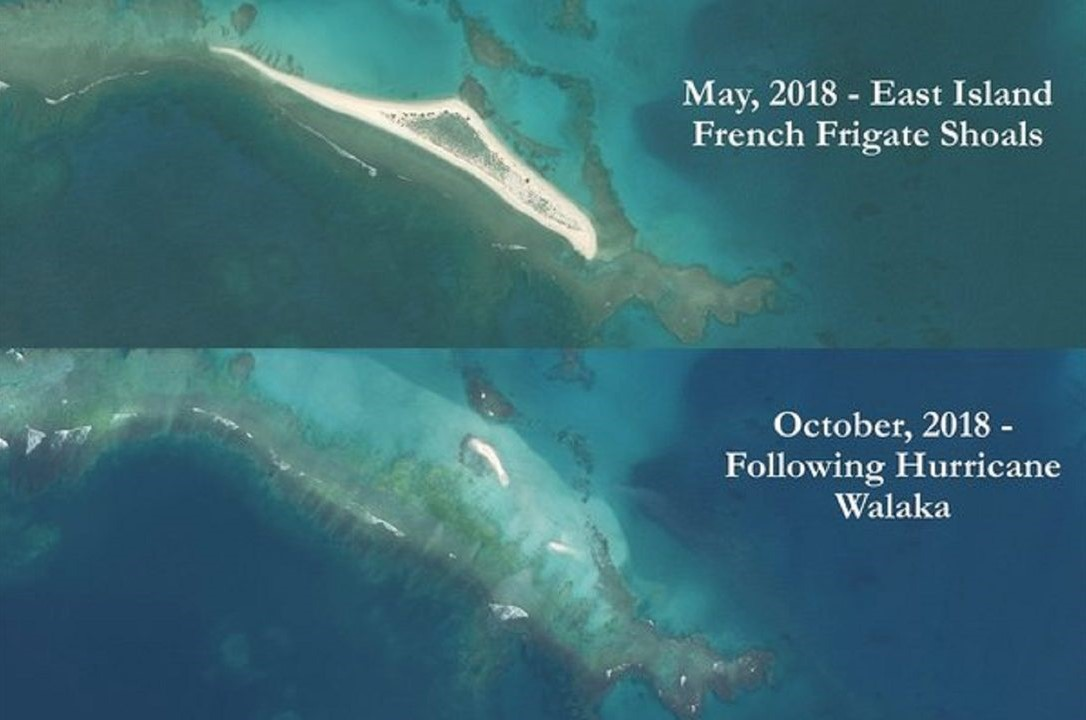
A Francia Fregatt-atoll egyik szigete a víz alá merülve

Szeptember 30-án hurrikánra adtak ki jelzést a Johnston-atollra, amelyet másnapra hurrikán figyelmeztetéssé módosítottak át. Az előrejelzés szerint a vihar 36 órán belül csapott volna le az atollra. Hawaii a vihar érkezése előtt a sziget teljes népességének és az atoll kutatócsoportja tagjainak az evakuálását javasolta, mondván egy Honolulu-i menedékben szállnak meg, amíg a vihar "odébb nem áll". Ezzel először nem értett mindenki egyet, de végül győzött a józan ész, és az Egyesült Államok Hal- és Vadvédelmi Szolgálata október 1-jén sürgősségi evakuálást kért. Másnap az Egyesült Államok parti őrsége repült a Kalaeloa repülőtérre a személyzet evakuálására. A Johnston-atoll hurrikánfigyelmeztetését október 3-án megszüntették, amikor Walaka egy kissé odébb folytatta útját, mint amire számítottak. Minimális károkat és belvizet okozott a szigeten, és annak repterén. Emberi életet nem veszélyeztetett volna a hurrikán, de fő az elővigyázatosság és óvatosság az evakuálással kapcsolatban
Október 2-án hajnalban hurrikánra adtak ki, már rögtön figyelmeztetést Hawaii északnyugati régióira. A hurrikán veszélyt jelentett Papahanaumokuakea Tengeri Nemzeti Emlékműre, ami szinte 100% volt, hogy az útjába fog kerülni. Nihoa-tól a francia Fregatt-atollon áf a Maro-zátonyig terjedt a figyelmeztetés. Kure-atollig és Hawaii-ig pedig jelzést adtak a hurrikánra. Még aznap később a Marga Reef-i Fregata-atoll hurrikánjelzését hurrikán figyelmeztetéssé állították át. Ezenkívül trópusi vihar figyelmeztetést adtak ki Hawaii legdélkeletibb részére is. A hét kutatót, akik Hawaii barátfókákat és Hawaii zöld levesteknősöket tanulmányozták a Francia Fregatt-atoll partjain, sürgősen, azonnali hatállyal Honoluluba evakuáltak. Október 4-én a Papahanaumokuakea Tengeri Nemzeti Emlékműhöz tartozó hurrikán figyelmeztetést trópusi vihar figyelmeztetésre engedték le.
Erőteljes viharhullám kísérte a hurrikánt, miközben áthaladt a Francia Fregatt-atollon. A kicsi, alacsonyan fekvő Keleti-sziget közvetlen lett sújtva a hurrikán által és teljesen megsemmisült, az alga és üledék szétszórva a tengeren úszott észak felé. A Walaka több kitüremkedő ormot és a tenger felszíne közelében lévő korallt rongált meg, a Pāpahanamokuākea Nemzeti Tengeri Emlékmű hagyományát és szépségét, értékes kincseit rombolva. Walaka a széllel, a víz megbolygatásával, illetve a Keleti-sziget megsemmisítésével is nagy mértékben veszélyeztette az élővilágot, és a kihaló félben lévő zöld tengeri teknősöket és a kritikusan veszélyeztetett hawaii barátfókákat. Egyik fő fészkelőhelyük volt a most víz alatt lévő sziget. A szigeten található 2018-as tengeri teknősfészek becslések szerint 19% -a elveszett; azonban a felnőtt nőstények a fészket a vihar előtt elhagyták, de biztosan több példány is odaveszett. A Hawaii közönséges tengeri levélknősök körülbelül fele fészkelt a szigeten. Charles Littnan - a Nemzeti Óceáni és Légköri Hatóság védett fajosztályának igazgatója - kijelentette, hogy évekbe telik, mire a sziget elvesztésének következményei teljes mértékben megértésre és helyreállításra kerülnek.
Alaszkában és Kanadában a Walaka nem okozott mérhető károkat, illetve senki nem szorult evakuációra.

## Egyéb érdekességek
A Walaka névvel végéhez ért az utolsó névlista is, így a legközelebbi vihart már újra a legelső lista első nevével, Akonival fogják "becézni".

## Fordítás
Ez a szócikk részben vagy egészben  a   Hurricane Walaka című angol Wikipédia-szócikk fordításán alapul.  Az eredeti cikk szerkesztőit annak laptörténete sorolja fel. Ez a jelzés csupán a megfogalmazás eredetét és a szerzői jogokat jelzi, nem szolgál a cikkben szereplő információk forrásmegjelöléseként.